# Филип Шох
Филип Шох (на немски: Philipp Schoch) e швейцарски сноубордист. Той е първият олимпийски шампион в сноуборд слалома, като печели златен медал на зимните олимпийски игри в Солт Лейк Сити през 2002 в дисциплината паралелен гигантски слалом. На следващите олимпийски игри в Торино през 2006 година Шох отново достига финала където се изправя срещу брат си – Симон Шох. В първото спускане успява да постигне преднина от 0.88 секунди, с което печели и втория си олимпийски златен медал.
Шох има и два сребърни медала от световното първенство по сноуборд в Ароса през 2007 година.